# Chính quyền Uông Tinh Vệ
Chế độ Uông Tinh Vệ là tên gọi của giới sử gia  dành cho Chính phủ Cải tổ Quốc dân Trung Hoa Dân Quốc (Tiếng Trung Quốc: 中華民國國民政府; Bính âm : Zhōnghuá mínguó guómín zhengfǔ), chính phủ của quốc gia bù nhìn do Đế quốc Đại Nhật Bản thành lập ở vùng Hoa Đông, gọi đơn giản là Trung Hoa Dân Quốc, do Uông Tinh Vệ đứng đầu. Không nên nhằm lẫn với Trung Hoa Dân Quốc của Tưởng Giới Thạch, đang chiến đấu cùng với phe Đồng minh chống lại Nhật Bản trong thời kỳ này. Đất nước được xây dựng theo mô hình nhà nước đơn đảng dưới sự lãnh đạo của Uông Tinh Vệ, một cựu quan chức Quốc Dân Đảng (KMT). Khu vực ban đầu nó quản lí ban đầu bị Nhật Bản chiếm đóng trong suốt những năm 1930 khi bắt đầu Chiến tranh Trung - Nhật.
Uông Tinh Vệ là một đối thủ của Tưởng Giới Thạch và là thành viên của phe ủng hộ hòa bình với Nhật Bản của Quốc dân đảng, đã đào tẩu sang phía Nhật Bản và thành lập một chính phủ cộng tác ở Nam Kinh bị Nhật Bản chiếm đóng vào năm 1940. Nhà nước mới tuyên bố chủ quyền toàn bộ Trung Quốc trong suốt thời gian tồn tại, tự cho mình là người kế thừa hợp pháp của Cách mạng Tân Hợi và di sản của Tôn Trung Sơn trái ngược với chính quyền của Tưởng Giới Thạch ở Trùng Khánh, nhưng thực tế chỉ có lãnh thổ do Nhật Bản chiếm đóng. kiểm soát trực tiếp của nó. Sự công nhận quốc tế của nó chỉ giới hạn đối với các thành viên khác của Hiệp ước chống Quốc tế Cộng sản mà nó đã là một bên ký kết. Chính phủ Quốc gia được Tổ chức lại tồn tại cho đến khi kết thúc Thế chiến thứ hai và sự đầu hàng của Nhật Bản vào tháng 8 năm 1945, tại thời điểm đó, chế độ này bị giải thể và nhiều thành viên lãnh đạo của nó bị xử tử vì tội phản quốc.
Chính phủ Quốc dân Nam Kinh về danh nghĩa là được hình thành do việc tái hòa nhập các thực thể mà Nhật Bản đã thành lập trước đó tại Hoa Bắc và Hoa Đông, bao gồm Chính phủ Duy tân Trung Hoa Dân Quốc ở Hoa Đông, Chính phủ Lâm thời Trung Hoa Dân Quốc ở Hoa Bắc, và chính phủ Mông Cương tại Nội Mông mặc dù vậy trên thác chế độ này không hơn gì cánh tay của giới lãnh đạo quân sự Nhật Bản và không nhận được sự công nhận ngay cả từ chính Nhật Bản hoặc các đồng minh của họ. Tuy nhiên, sau năm 1940, lãnh thổ cũ của Chính phủ Lâm thời vẫn bán tự trị khỏi sự kiểm soát của Nam Kinh, với tên gọi "Hội đồng Chính trị Hoa Bắc". Vùng Mông Cương chỉ nằm dưới chính quyền của Uông Tinh Vệ trên danh nghĩa. Chế độ của ông cũng bị cản trở bởi thực tế là quyền lực mà người Nhật trao cho nó là cực kỳ hạn chế, và điều này chỉ được thay đổi một phần khi ký kết một hiệp ước mới vào năm 1943, trao cho nó chủ quyền nhiều hơn khỏi sự kiểm soát của Nhật Bản. Người Nhật phần lớn coi đó không phải là dấu chấm hết mà là phương tiện để kết thúc, là cầu nối cho các cuộc đàm phán với Tưởng Giới Thạch, khiến họ thường đối xử với Uông Tinh Vệ bằng sự thờ ơ.

## Tên
Chế độ này được chính thức hay còn gọi là Nam Kinh Chính phủ Quốc Dân Đảng ( tiếng Trung Quốc :南京國民政府; bính âm : Nan Jing Guo Min Zheng fǔ ), Chế độ Nam Kinh, hoặc bằng cái tên Chế độ Uông Tinh Vệ ( tiếng Trung Quốc :汪精衛政權; bính âm : Wāng Jīng wèi Zhèng quán). Khi chính phủ của nước Cộng hòa của Trung Quốc và sau đó của Cộng hòa Nhân dân Trung Hoa coi chế độ như bất hợp pháp, nó cũng thường được gọi là Chế độ Uông ngụy (tiếngTrung Quốc :汪偽政權; bính âm : Wang Wei Zheng quán ) hoặc Chính quyền ngụy Quốc Dân (tiếng Trung Quốc :偽國民政府; bính âm : Wei Guo min Zheng fǔ ) ở Trung Quốc đại lục. Các tên khác được sử dụng là Chinh phủ Cộng Hòa Nam Kinh, Trung Quốc-Nam Kinh, hoặc Tân Trung Hoa

## Bối cảnh
Trong khi Uông Tinh Vệ được nhiều người coi là người được chọn để kế thừa vị trí lãnh đạo Quốc dân Đảng của Tôn Trung Sơn , dựa trên sự phục vụ trung thành của ông đối với đảng trong suốt những năm từ 1910 đến 1920 và dựa trên vị trí độc nhất của ông là người đã chấp nhận và ghi lại di chúc của Tôn, ông đã nhanh chóng bị Tưởng Giới Thạch qua mặt. [2] Đến những năm 1930, Uông Tinh Vệ đã đảm nhiệm chức vụ Bộ trưởng Bộ Ngoại giao cho Chính phủ Quốc dân đảng dưới thời Tưởng Giới Thạch. Điều này giúp ông kiểm soát được mối quan hệ Trung - Nhật đang xấu đi. Trong khi Tưởng Giới Thạch tập trung sự chú ý chính của mình chống lại Đảng Cộng sản Trung Quốc Uông Tinh Vệ cần mẫn nỗ lực để gìn giữ hòa bình giữa Trung Quốc và Nhật Bản, liên tục nhấn mạnh sự cần thiết của một thời kỳ hòa bình kéo dài để Trung Quốc nâng mình về kinh tế và quân sự ngang hàng với láng giềng và các cường quốc khác trên thế giới. [3] Bất chấp những nỗ lực của mình, Uông đã không thể tìm ra một giải pháp hòa bình để ngăn chặn người Nhật tiến hành cuộc xâm lược vào lãnh thổ Trung Quốc.

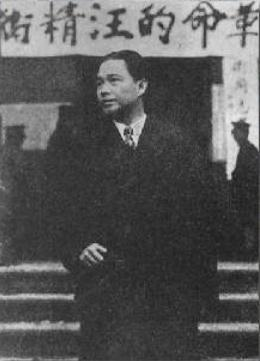
Uông Tinh Vệ

Đến tháng 4 năm 1938, đại hội toàn quốc của Quốc dân Đảng, được tổ chức trong bế tắc tại thủ đô Trùng Khánh tạm thời, chỉ định Uông làm phó chủ tịch đảng, chỉ báo cáo cho chính Tưởng Giới Thạch. Trong khi đó, việc quân Nhật tiến vào lãnh thổ Trung Quốc như một phần của Chiến tranh Trung-Nhật lần thứ hai tiếp tục không ngừng. Từ cương vị mới, Uông thúc giục Tưởng Giới Thạch theo đuổi thỏa thuận hòa bình với Nhật Bản với điều kiện duy nhất là thỏa thuận giả định "không can thiệp vào sự toàn vẹn lãnh thổ của Trung Quốc". [4]Tuy nhiên, Tưởng Giới Thạch kiên quyết rằng ông sẽ không đầu hàng, và quan điểm của ông là, nếu Trung Quốc thống nhất hoàn toàn dưới sự kiểm soát của ông, thì người Nhật có thể dễ dàng bị đẩy lùi. Do đó, Tưởng tiếp tục dành sự quan tâm hàng đầu của mình cho việc tiêu diệt những người Cộng sản và chấm dứt Nội chiến Trung Quốc . Vào ngày 18 tháng 12 năm 1938, Uông tinh Vệ và một số người ủng hộ thân cận nhất của ông từ chức và lên máy bay đến Hà Nội để tìm kiếm các biện pháp thay thế kết thúc chiến tranh. [5]
Từ căn cứ mới này, Uông bắt đầu theo đuổi một giải pháp hòa bình cho cuộc xung đột độc lập với Quốc dân Đảng đang lưu vong. Vào tháng 6 năm 1939, Uông và những người ủng hộ ông bắt đầu đàm phán với người Nhật để thành lập một Chính phủ Quốc dân đảng mới có thể kết thúc chiến tranh bất chấp sự phản đối của Tưởng. Vì mục tiêu này, Wang đã tìm cách làm mất uy tín của những người theo chủ nghĩa Quốc dân ở Trùng Khánh trên cơ sở rằng họ không đại diện cho chính phủ cộng hòa do Tôn Trung Sơn thành lập, mà là một "chế độ độc tài độc đảng", và sau đó kêu gọi một Hội nghị Chính trị Trung ương trở lại thủ đô Nam Kinh để chính thức chuyển giao quyền kiểm soát đảng cho Tưởng Giới Thạch. Những nỗ lực này đã bị cản trở bởi Nhật Bản từ chối ủng hộ Uông và chính phủ mới của ông. Cuối cùng,[6] Uông và nhóm của ông cũng bị thiệt hại sớm bởi sự đào tẩu của nhà ngoại giao Cao Tôn Vũ , người đóng vai trò quan trọng trong việc dàn xếp cuộc đào tẩu của Uông sau hai năm đàm phán với người Nhật, vào tháng 1 năm 1940. Ông vỡ mộng và tin rằng Nhật Bản không coi Trung Quốc là đối tác bình đẳng và mang theo các văn kiện của Hiệp ước Cơ bản mà Nhật Bản đã ký với chính phủ Vương Tinh Vệ. Ông tiết lộ chúng với báo chí Quốc dân đảng, trở thành một cuộc đảo chính tuyên truyền lớn cho Tưởng Giới Thạch và làm mất uy tín phong trào của Uông trong mắt công chúng, coi đó chỉ là những con rối của người Nhật. [7]

## Ranh giới chính trị
Về lý thuyết, Chính phủ Quốc gia được Tổ chức lại kiểm soát toàn bộ Trung Quốc, ngoại trừ Mãn Châu Quốc , được công nhận là một quốc gia độc lập. Trên thực tế, vào thời điểm thành lập, Chính phủ tái tổ chức chỉ kiểm soát Giang Tô , An Huy và khu vực phía bắc của Chiết Giang , tất cả đều là lãnh thổ do Nhật Bản kiểm soát sau năm 1937.

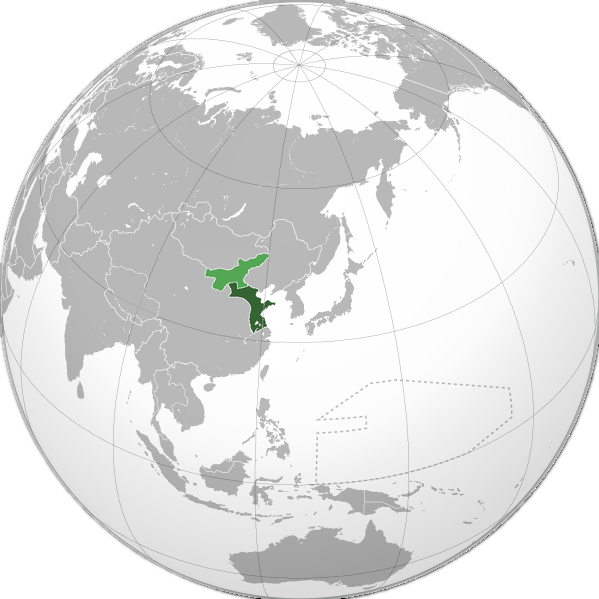
Bản đồ của Trung Hoa Dân Quốc được kiểm soát bởi Chính phủ tổ chức lại năm 1939 (màu xanh lá đậm). Mông Cương được hợp nhất năm 1940 (màu xanh lá nhạt).

Sau đó, biên giới thực tế của Chính phủ Tái tổ chức bị sáp nhập và suy yếu dần khi người Nhật giành được hoặc mất lãnh thổ trong suốt cuộc chiến. Trong cuộc tấn công tháng 12 năm 1941 của Nhật Bản, Chính phủ Tái tổ chức đã mở rộng quyền kiểm soát của mình đối với Hồ Nam , Hồ Bắc và nhiều phần tỉnh Giang Tây . Cảng Thượng Hải và các thành phố Hán Khẩu và Vũ Xương cũng được đặt dưới quyền kiểm soát của Chính phủ Cải cách sau năm 1940.
Các tỉnh do Nhật Bản kiểm soát của Sơn Đông và Hà Bắc là phần của thực thể chính trị này, mặc dù vậy, trên thực tế chúng nằm dưới sự quản lý của Nhật Bản dưới danh nghĩa Ủy ban chính vụ Hoa Bắc từ trụ sở chính Bắc Kinh.Tương tự như vậy các vùng lãnh thổ do Nhật Bản kiểm soát ở miền trung Trung Quốc nằm dưới sự quản lý quân sự của phương diện quân 6 Nhật Bản từ trụ sở chính Hán Khẩu(Vũ Hán)giống như ở Hoa Bắc,ở phía nam Trung Quốc, Nhật Bản cũng lập nên chính quyền ở Quảng châu. Các vùng lãnh thổ do Nhật Bản kiểm soát khác có các cơ quan hành chính quân sự trực tiếp báo cáo với bộ chỉ huy quân sự Nhật Bản ở Nam Kinh, ngoại trừ Quảng Đông và Quảng Tây có trụ sở chính tại Quảng Đông. Các khu vực chiếm đóng quân sự ở miền trung và miền nam cuối cùng được liên kết với nhau sau Chiến dịch Ichi-Go vào năm 1944, mặc dù các đơn vị đồn trú Nhật Bản không kiểm soát hiệu quả phần lớn khu vực này ngoài một dải hẹp xung quanh tuyến đường sắt Quảng Châu - Hán Khẩu .mỗi nơi đóng vai trò như một đơn vị quan sự với chính trị và quân sự riêng rẻ cũng như có chỉ huy quân sự người Nhật riêng
- Sự kiểm soát của Chính phủ được tổ chức lại hầu như chỉ giới hạn ở:
  - Giang Tô: 41.818 sq mi (108.310 km 2 ); thủ phủ: Trấn Giang (cũng bao gồm thủ đô quốc gia Nam Kinh
  - An Huy: 51.888 sq mi (134.390 km 2 ); thủ phủ: Hợp phì
  - Chiết Giang: 39.780 sq mi (103.000 km 2 ); thủ phủ: Hàng Châu Theo các nguồn khác, tổng phần mở rộng lãnh thổ trong thời kỳ 1940 là 1.264.000 km 2 . Năm 1940, một thỏa thuận được ký kết giữa nhà nước bù nhìn Nội Mông Cổ Mạnh Giang và chế độ Nam Kinh, hợp nhất cái trước vào cái sau như một bộ phận tự trị. [số 8]

## Lịch sử

### Thượng Hải là thủ đô trên thực tế, 1939–1941
Với việc Nam Kinh vẫn đang tái thiết sau cuộc tấn công và chiếm đóng tàn khốc của Quân đội Đế quốc Nhật Bản, Chính phủ Uông Tinh Vệ non trẻ đã chuyển hướng sang Thượng Hải làm tâm điểm chính. Với vai trò quan trọng là cả một trung tâm kinh tế và truyền thông cho toàn Trung Quốc, sự liên kết chặt chẽ với các cường quốc Đế quốc phương Tây ngay cả khi Nhật Bản xâm lược, và vị trí tương đối được che chở trước các cuộc tấn công của Quốc dân đảng và lực lượng Cộng sản, Thượng Hải mang lại cả nơi trú ẩn và cơ hội cho Uông và tham vọng của các đồng minh. [9]Sau khi ở Thượng Hải, chế độ mới nhanh chóng chuyển sang nắm quyền kiểm soát những ấn phẩm đã ủng hộ Uông và nền hòa bình của ông, đồng thời tham gia vào các cuộc tấn công bạo lực theo kiểu băng đảng nhằm vào các hãng tin đối thủ. Đến tháng 11 năm 1940, Chính phủ Uông Tinh Vệ lại đã có đủ sự ủng hộ của địa phương để bắt đầu các cuộc tiếp quản thù địch đối với cả các tòa án và ngân hàng Trung Quốc vẫn nằm dưới sự kiểm soát trên danh nghĩa của Quốc dân đảng ở Trùng Khánh hoặc các cường quốc phương Tây. Bị phấn khích bởi dòng tài sản thế chấp bị thu giữ nhanh chóng này, Chính phủ được tổ chức lại dưới sự chỉ định gần đây của Bộ trưởng Tài chính, Chu Phật Hải, đã có thể phát hành một loại tiền mới để lưu thông. Tuy nhiên, cuối cùng, ảnh hưởng kinh tế vốn đã hạn chế mà tiền giấy mới thu được lại càng giảm bớt do những nỗ lực của Nhật Bản nhằm kiềm chế ảnh hưởng của chế độ mới, ít nhất là trong một thời gian, đối với các vùng lãnh thổ nằm dưới sự kiểm soát của Nhật Bản như Thượng Hải và các khu vực biệt lập khác của Thung lũng Dương Tử. . 

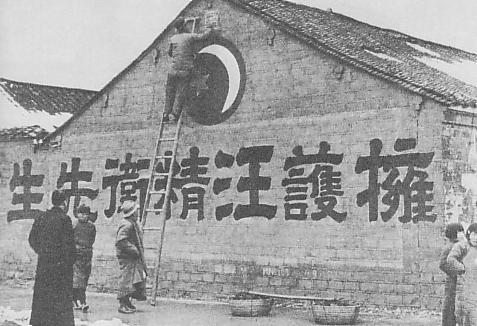
Bức tường mang khẩu hiệu của Chính phủ : "Ủng hộ Uông Tinh Vệ"

### Thành lập Chính phủ tái tổ chức ở Nam Kinh
Cơ cấu hành chính của Chính phủ quốc gia được tổ chức lại bao gồm một Lập pháp viên và môt Hành chánh viện. Cả hai đều dưới thời chủ tịch và người đứng đầu nhà nước Vương Tinh Vệ . Tuy nhiên, quyền lực chính trị thực tế vẫn thuộc về chỉ huy của Phương diện quân trung tâmTrung Quốc Nhật Bản và các thực thể chính trị Nhật Bản do các cố vấn chính trị Nhật Bản thành lập.
Sau khi được Nhật Bản chấp thuận thành lập chính phủ quốc gia vào mùa hè năm 1940, Uông Tinh Vệ ra lệnh cho Đại hội toàn quốc lần thứ 6 của Quốc dân đảng thành lập chính phủ này ở Nam Kinh. Lễ thành lập diễn ra trong Hội trường, và cả quốc kỳ Thanh Thiên Bạch Nhật" và cờ Quốc dân đảng "Thanh Thiên Bạch Nhật" đều được tung ra, bên cạnh một bức chân dung lớn của Tôn Trung Sơn .

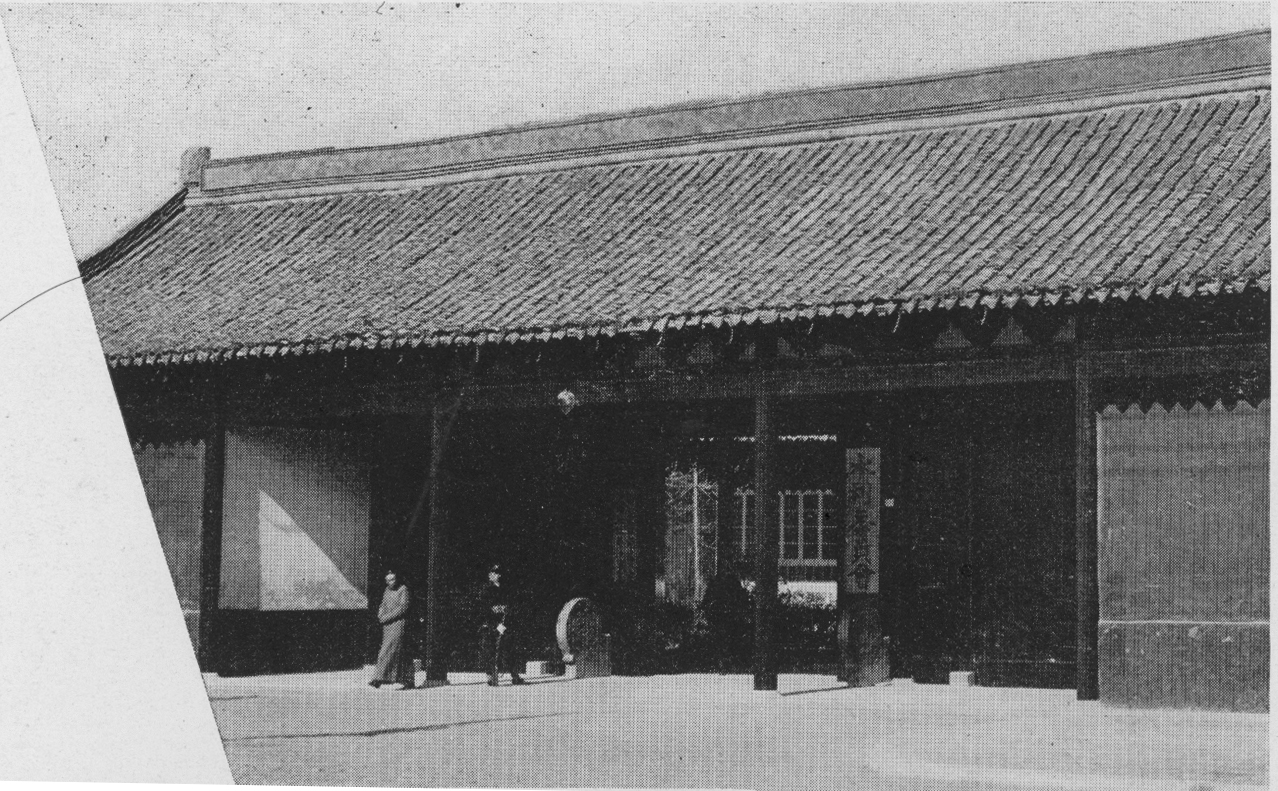
Ủy ban tài nguyên nước của Chính phủ bù nhìn Uông Tinh Vệ

Vào ngày chính phủ mới được thành lập và ngay trước khi phiên họp của "Hội nghị chính trị trung ương" bắt đầu, Vương đã đến thăm lăng mộ của Tôn ở Tử Kim Sơn, Nam Kinh để xác lập tính hợp pháp cho quyền lực của ông với tư cách là người kế nhiệm của Tôn. Uông từng là một quan chức cấp cao của chính phủ Quốc dân đảng và với tư cách là người thân tín của Tôn, đã chép lại di chúc cuối cùng của Tôn, Di. Để làm mất uy tín tính hợp pháp của chính quyền Trùng Khánh , Uông đã thông qua lá cờ của Tôn với hy vọng rằng nó sẽ thiết lập ông làm người kế vị hợp pháp của Tôn và đưa chính phủ trở lại Nam Kinh.
Mục tiêu chính của chế độ mới là tự miêu tả mình là sự tiếp nối hợp pháp của chính phủ Quốc dân đảng cũ, bất chấp sự chiếm đóng của Nhật Bản. Để đạt được mục tiêu này, chính phủ Tái tổ chức thường xuyên tìm cách phục hồi và mở rộng các chính sách trước đây của chính phủ Quốc dân đảng, thường đạt được thành công hỗn hợp. [10]

### Nỗ lực mở rộng sự công nhận của người Nhật

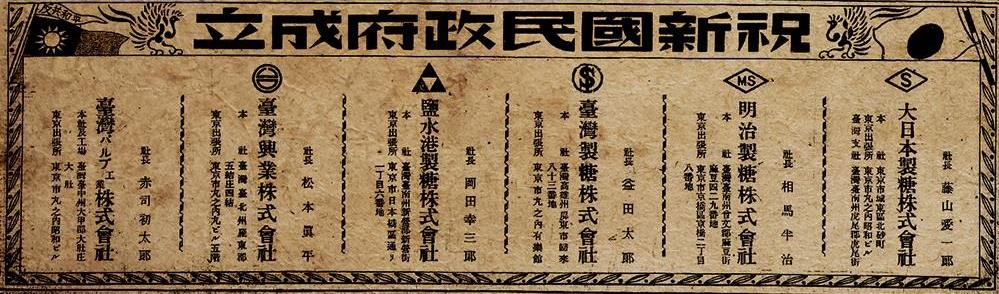
Quảng cáo chúc mừng việc thành lập Quốc Dân Đảng mới ở Nam Kinh

Trong khi Uông đã thành công trong việc bảo đảm từ Nhật Bản một "hiệp ước cơ bản" công nhận sự thành lập đảng mới của ông vào tháng 11 năm 1940, thì tài liệu được đưa ra đã cấp cho Chính phủ Quốc dân Đảng được tổ chức lại hầu như không có bất kỳ quyền hạn nào. Hiệp ước ban đầu này đã loại trừ mọi khả năng Uông phải làm trung gian với Tưởng Giới Thạch và các lực lượng của ông ta trong việc đảm bảo một hiệp định hòa bình ở Trung Quốc. Tương tự như vậy, chế độ này không có thêm quyền lực hành chính nào ở Trung Quốc bị chiếm đóng, hãy cứu những người trước đây từng được khắc ở Thượng Hải, thư từ chính thức của Nhật Bản coi chế độ Nam Kinh là quan trọng tầm thường, và kêu gọi bất kỳ và tất cả các đại diện quân sự đóng cùng Vương và các đồng minh của ông ta gạt bỏ mọi nỗ lực ngoại giao của chính phủ mới vốn không thể góp phần trực tiếp vào chiến thắng quân sự toàn diện trước Tưởng và các lực lượng của ông ta. .[11] Với hy vọng mở rộng hiệp ước theo cách hữu ích,Uông chính thức đến Tokyo vào tháng 6 năm 1941 để gặp thủ tướng Fumimaro Konoe và nội các của ông để thảo luận về các điều khoản và thỏa thuận mới. Thật không may cho Uông, chuyến thăm của anh ấy trùng hợp với cuộc xâm lược của Đức Quốc xã vào Liên Xô, một động thái tiếp tục khuyến khích các quan chức ở Tokyo theo đuổi chiến thắng hoàn toàn trước Trung Quốc, thay vì chấp nhận một thỏa thuận hòa bình. Cuối cùng, Konoe cuối cùng đã đồng ý cung cấp một khoản vay đáng kể cho chính phủ Nam Kinh cũng như tăng cường chủ quyền; cả hai đều không có kết quả, và thực sự, cả hai đều không được nhắc đến với các chỉ huy quân sự đóng quân ở Trung Quốc. Như một sự hòa giải nhẹ, Vương đã thành công trong việc thuyết phục người Nhật đảm bảo sự công nhận chính thức đối với Chính phủ Nam Kinh từ các Lực lượng Trục khác

### Đột phá, 1943
Khi cuộc tấn công của Nhật Bản xung quanh Thái Bình Dương bị đình trệ, các điều kiện nhìn chung vẫn nhất quán dưới thời chính phủ của Vương Tinh Vệ. Chế độ này tiếp tục tự thể hiện mình là chính phủ hợp pháp của Trung Quốc, tiếp tục kêu gọi Tưởng Giới Thạch tìm kiếm một thỏa thuận hòa bình, và tiếp tục tranh giành chủ quyền cực kỳ hạn chế mà quân chiếm đóng Nhật Bản dành cho. Tuy nhiên, đến năm 1943, các nhà lãnh đạo Nhật Bản bao gồm Hideki Tojo, nhận ra rằng làn sóng chiến tranh đang chống lại họ, đã tìm kiếm những cách thức mới để củng cố các lực lượng mỏng manh của Nhật Bản. Cuối cùng, Tokyo cũng thấy cần phải công nhận đầy đủ chính phủ của Vương Tinh Vệ là một đồng minh đầy đủ và Hiệp ước Liên minh thay thế đã được soạn thảo cho hiệp ước cơ bản. Thỏa thuận mới này đã giúp chính quyền Nam Kinh tăng cường rõ rệt quyền kiểm soát hành chính đối với lãnh thổ của mình, cũng như tăng cường khả năng tự quyết định hạn chế. Bất chấp sự thuận lợi này, thỏa thuận đã đến quá muộn để Chính phủ được tổ chức lại không có đủ nguồn lực để tận dụng các quyền lực mới của mình và Nhật Bản không có đủ điều kiện để cung cấp viện trợ cho đối tác mới của mình. [12]

### Cuộc chiến chống thuốc phiện
Do hậu quả của sự hỗn loạn nói chung và những nỗ lực trục lợi khác nhau trong thời chiến của các đội quân chinh phạt Nhật Bản, các hoạt động buôn lậu thuốc phiện bất hợp pháp vốn đã được mở rộng đáng kể trong lãnh thổ của Chính phủ Quốc gia được Tổ chức lại. Thật vậy, bản thân các lực lượng Nhật Bản đã trở thành những kẻ buôn người lớn nhất và phổ biến nhất trong lãnh thổ dưới sự bảo trợ của các tổ chức độc quyền bán chính thức về ma tuý. [10]Mặc dù ban đầu quá yếu kém về mặt chính trị để xâm nhập vào các hoạt động của Nhật Bản, khi chiến tranh bắt đầu chống lại họ, chính phủ Nhật Bản đã tìm cách kết hợp một số chính phủ cộng tác tích cực hơn vào nỗ lực chiến tranh. Cuối cùng, vào tháng 10 năm 1943, chính phủ Nhật Bản đã ký một hiệp ước với Chính phủ Quốc dân Đảng được tổ chức lại của Trung Quốc, đề nghị họ kiểm soát ở mức độ cao hơn đối với lãnh thổ của mình. [13] Kết quả là Uông Tinh Vệ và chính phủ của ông đã có thể giành được một số quyền kiểm soát đối với các công ty độc quyền về thuốc phiện. Các cuộc đàm phán của Trần Công Bác đã thành công trong việc đạt được một thỏa thuận cắt giảm một nửa nhập khẩu thuốc phiện từ Mông Cổ, cũng như chuyển giao doanh thu chính thức của các công ty độc quyền do nhà nước bảo trợ từ Nhật Bản cho Chính phủ Nam Kinh Tái tổ chức. [14] Tuy nhiên, có lẽ do lo ngại về tài chính, chế độ chỉ tìm cách cắt giảm hạn chế việc phân phối thuốc phiện trong suốt thời gian còn lại của chiến tranh.

Lãnh thổ Trung Quốc do Nhật Bản kiểm soát năm 1940 (màu hồng)

### Chính phủ Nam Kinh và các khu vực phía bắc Trung Quốc
Chính quyền Bắc Kinh (Chính quyền tự trị chống Cộng sản Đông Nghị) nằm dưới quyền tổng chỉ huy của phương diện quân bắc Trung Hoa Nhật Bản cho đến khi khu vực sông Hoàng Hà nằm trong phạm vi ảnh hưởng của Phương diện quân Trung Trung tâm Quốc Nhật Bản. Trong cùng thời gian này, khu vực từ giữa Chiết Giang đến Quảng Đông do Quân đội khu vực Hoa Bắc Nhật Bản quản lý. Các vương quốc nhỏ, phần lớn độc lập này có tiền địa phương và các thủ lĩnh địa phương, và thường xuyên xảy ra tranh cãi.
Uông Tinh Vệ đến Tokyo vào năm 1941 để họp. Tại Tokyo, Phó Chủ tịch Chính phủ Quốc gia được Tổ chức lại Trần Công Bác nhận xét với tờ Asahi Shimbun rằng cơ sở của Nhật Bản đang đạt được rất ít tiến bộ ở khu vực Nam Kinh. Câu nói này đã khiến Kumataro Honda , đại sứ Nhật Bản tại Nam Kinh, tức giận . Trần Công Bác kiến nghị để Chính phủ Quốc gia được Tổ chức lại toàn quyền kiểm soát các tỉnh miền Trung của Trung Quốc. Đáp lại, Trung tướng quân đội Đế quốc Nhật Bản Teiichi Suzuki được lệnh cung cấp chỉ đạo quân sự cho Chính phủ quốc gia được tổ chức lại, và do đó đã trở thành một phần của quyền lực thực sự nằm sau sự cai trị của Uông.
Với sự cho phép của Quân đội Nhật Bản, chính sách kinh tế độc quyền đã được áp dụng, vì lợi ích của các zaibatsu Nhật Bản và các đại diện địa phương. Mặc dù các công ty này được chính phủ cho là đối xử như các công ty địa phương của Trung Quốc, nhưng chủ tịch cơ quan lập pháp Yuan ở Nam Kinh, Trần Công Bác , đã phàn nàn rằng điều này là không đúng sự thật đối với đánh giá của Kaizō Japan . Chính phủ Quốc gia Trung Hoa Dân Quốc được tổ chức lại cũng có đại sứ quán riêng của mình tại Yokohama , Nhật Bản ( Mãn châu cũng vậy ).

## Chính phủ và chính trị

### Công nhận quốc tế và quan hệ đối ngoại
Chính phủ Quốc dân Đảng Nam Kinh ít nhận được sự công nhận của quốc tế vì nó được coi là một nhà nước bù nhìn của Nhật Bản, chỉ được công nhận bởi Nhật Bản và phần còn lại của các cường quốc Trục . Ban đầu, nhà tài trợ chính của họ, Nhật Bản, hy vọng đạt được một hiệp định hòa bình với Tưởng Giới Thạch và không công nhận chính thức về mặt ngoại giao đối với chế độ Uông Tinh Vệ trong 8 tháng sau khi thành lập, không thiết lập quan hệ ngoại giao chính thức với Chính phủ tái tổ chức quốc gia cho đến năm 30. Tháng 11 năm 1940. [15] Hiệp ước cơ bản Trung-Nhật được ký kết vào ngày 20 tháng 11 năm 1940, theo đó Nhật Bản công nhận Chính phủ Quốc dân đảng, [16] và nó cũng bao gồm một tuyên bố chung Nhật Bản-Mãn Châu-Trung Quốc mà theo đó Trung Quốc công nhận bởi Mãn Châu quốc và ba nước cam kết tạo ra một " Trật tự mới ở Đông Á ." [17] [18] [19] Hoa Kỳ và Anh ngay lập tức tố cáo việc thành lập chính phủ, coi đây là công cụ của chủ nghĩa đế quốc Nhật Bản. [16] Vào tháng 7 năm 1941, sau cuộc đàm phán của Bộ trưởng Ngoại giao Sơ Dân Nghị , Chính phủ Nam Kinh được Đức và Ý công nhận là chính phủ của Trung Quốc . Ngay sau đó là Tây Ban Nha , Slovakia , Romania , Bulgaria , Croatia và Đan Mạch cũng công nhận và thiết lập quan hệ với chế độ Vương Tinh Vệ với tư cách là chính phủ của Trung Quốc. [20] [21] [22] Trung Quốc dưới thời Chính phủ Quốc gia được Tổ chức lại cũng đã trở thành một bên ký kết Hiệp ước Chống Cộng vào ngày 25 tháng 11 năm 1941. [23] : 671–672 

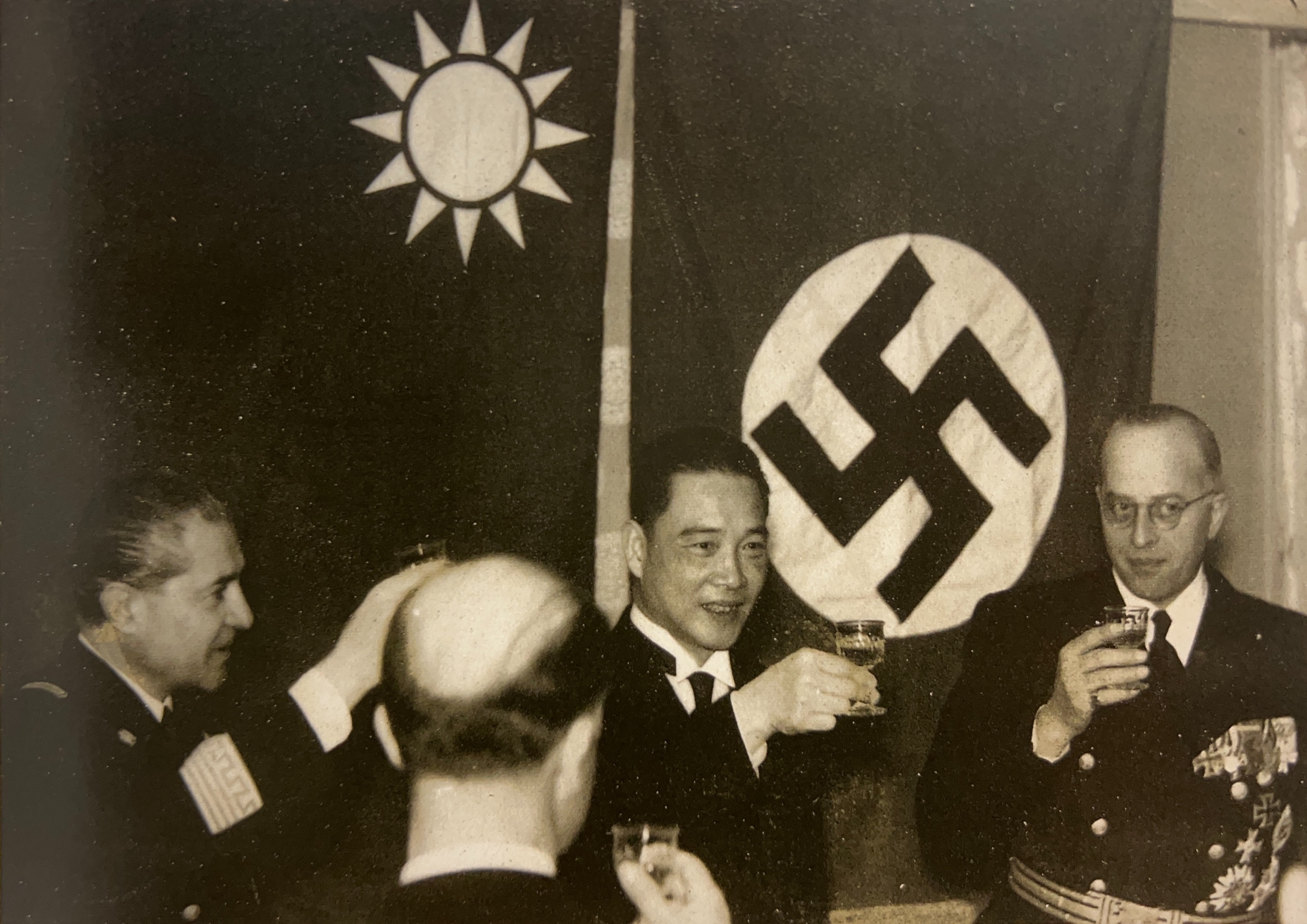
Uông Tinh Vệ với đại sứ Heinrich Gerogg Stahmer tại đại sứ quán Đức năm 1941

Sau khi Nhật Bản thiết lập quan hệ ngoại giao với Tòa thánh vào năm 1942, họ và đồng minh là Ý đã gây sức ép buộc Giáo hoàng Pius XII phải công nhận chế độ Nam Kinh và cho phép bổ nhiệm một phái viên Trung Quốc đến Vatican , nhưng ông từ chối nhượng bộ trước những áp lực này. Thay vào đó, Vatican đã đi đến một thỏa thuận không chính thức với Nhật Bản rằng Sứ thần Tòa Thánh của họ tại Bắc Kinh sẽ đến thăm những người Công giáo trong lãnh thổ của chính quyền Nam Kinh. [24] Đức Giáo hoàng cũng phớt lờ đề nghị của vị đại biểu tông tòa nói trên, Mario Zanin., người đã đề nghị vào tháng 10 năm 1941 rằng Vatican công nhận chế độ Uông là chính phủ hợp pháp của Trung Quốc. Zanin sẽ vẫn ở trong lãnh thổ của chế độ Uông với tư cách là đại biểu tông tòa trong khi một giám mục khác ở Trùng Khánh sẽ đại diện cho lợi ích của Công giáo trong lãnh thổ của Tưởng Giới Thạch. [25] Vichy Pháp , mặc dù liên kết với phe Trục, đã chống lại áp lực của Nhật Bản và cũng từ chối công nhận chế độ Vương Tinh Vệ, với các nhà ngoại giao Pháp ở Trung Quốc vẫn được chính phủ Tưởng Giới Thạch công nhận. [26]

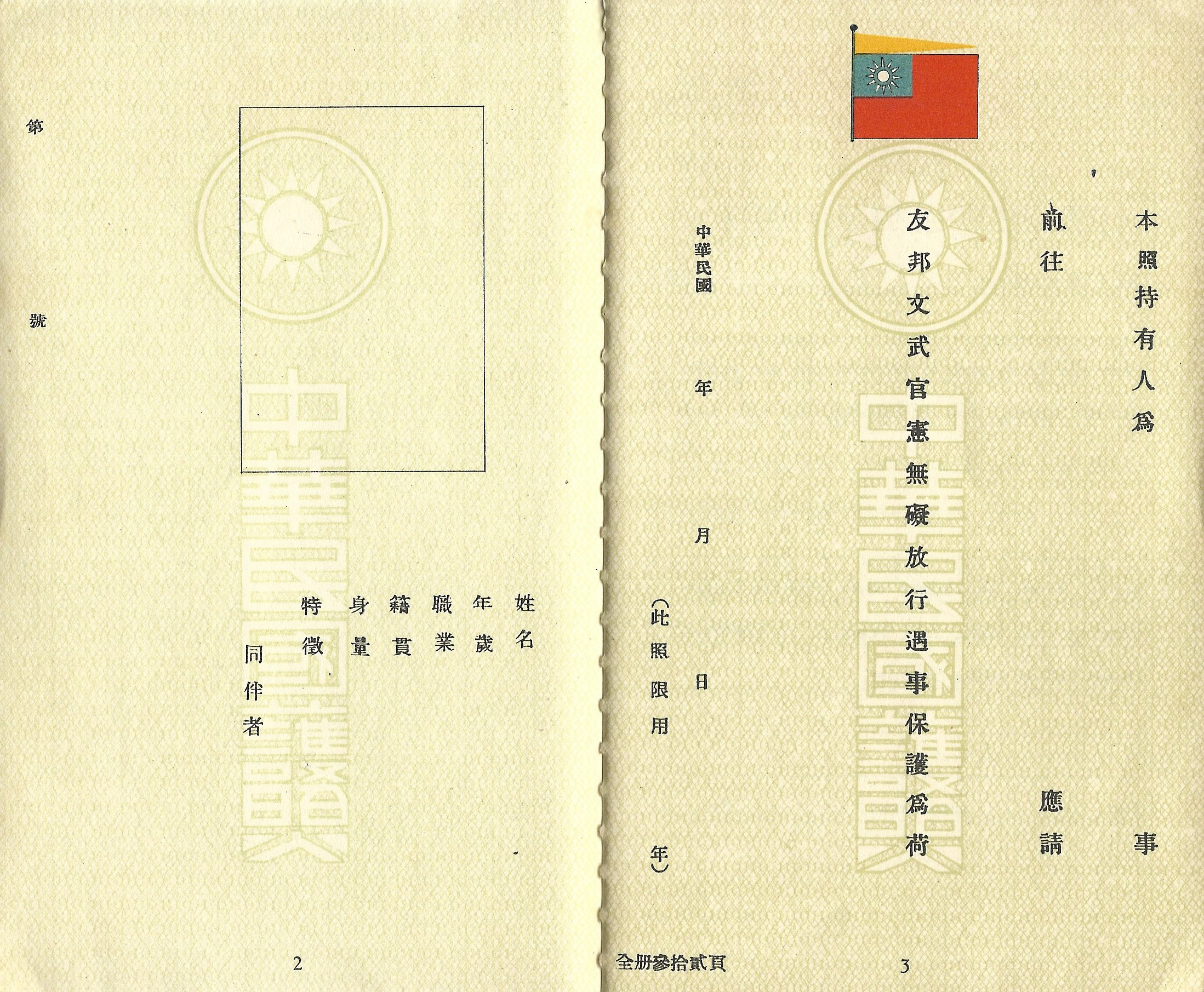
Ví dụ chưa sử dụng của hộ chiếu chế độ Uông Tinh Vệ, khoảng năm 1941

Chính phủ Quốc gia Tái tổ chức có Bộ Ngoại giao hoặc Bộ Ngoại giao riêng để quản lý các mối quan hệ quốc tế, mặc dù cơ quan này thiếu nhân sự. [27]
Vào ngày 9 tháng 1 năm 1943, Chính phủ Quốc gia được tổ chức lại đã ký "Hiệp ước Trả lại các Lãnh thổ cho thuê và Bãi bỏ các Quyền Ngoài Lãnh thổ" với Nhật Bản, theo đó bãi bỏ mọi nhượng bộ của nước ngoài trong phạm vi Trung Quốc bị chiếm đóng. Được biết, ngày ban đầu là vào cuối tháng đó, nhưng đã được dời sang ngày 9 tháng 1 trước khi Hoa Kỳ ký kết một hiệp ước tương tự với chính phủ của Tưởng Giới Thạch. Sau đó, Chính phủ Nam Kinh nắm quyền kiểm soát tất cả các tô giới quốc tế ở Thượng Hải và các vùng lãnh thổ khác của nó. [28] Cuối năm đó Uông Tinh Vệ tham dự Hội nghị Đại Đông Á với tư cách đại diện Trung Quốc.
Chính phủ Uông đã cử các vận động viên Trung Quốc, bao gồm cả đội tuyển bóng đá quốc gia , tham gia thi đấu tại Đại hội thể thao Đông Á 1940 , được tổ chức tại Tokyo nhân kỷ niệm 2.600 năm huyền thoại thành lập Đế quốc Nhật Bản bởi Hoàng đế Jimmu , và là người thay thế cho Thế vận hội Mùa hè năm 1940 bị hủy bỏ . [29] [30]

## Tư tưởng nhà nước
Sau khi Nhật Bản xoay trục gia nhập các nước Trục và ký kết Hiệp ước ba bên , chính phủ của Uông Tinh Vệ đã thúc đẩy ý tưởng về chủ nghĩa toàn châu Á chỉ đạo chống lại phương Tây, nhằm thiết lập một "Trật tự mới ở Đông Á" cùng với Nhật Bản, Mãn Châu và các quốc gia châu Á khác nhằm đánh đuổi các cường quốc đế quốc phương Tây khỏi Trung Quốc và toàn khu vực, đặc biệt là "Anglo-Saxons" (Mỹ và Anh) thống trị phần lớn châu Á. Uông sử dụng chủ nghĩa châu Á, dựa trên quan điểm của ông về việc Tôn Trung Sơn vận động người dân châu Á đoàn kết chống lại phương Tây vào đầu thế kỷ 20, một phần để biện minh cho nỗ lực của ông trong việc hợp tác với Nhật Bản. Ông tuyên bố rằng Nhật Bản và Trung Quốc có quan hệ và hợp tác tốt là điều tự nhiên vì mối quan hệ thân thiết của họ, mô tả xung đột của họ là một sai lầm tạm thời trong lịch sử của họ. Hơn nữa, Chính phủ tin tưởng vào sự đoàn kết của tất cả các quốc gia châu Á với Nhật Bản là nhà lãnh đạo của họ như là cách duy nhất để đạt được mục tiêu loại bỏ các cường quốc đế quốc châu Âu khỏi châu Á. Không có mô tả chính thức về những dân tộc châu Á nào được coi là nằm trong danh sách này, nhưng Vương, thành viên Bộ Tuyên truyền và các quan chức khác trong chế độ của ông viết cho các phương tiện truyền thông cộng tác đã có những cách hiểu khác nhau, đôi khi liệt kê Nhật Bản, Trung Quốc, Manchukuo, Thái Lan , Philippines, Miến Điện, Nepal, Ấn Độ, Afghanistan, Iran, Iraq, Syria và Ả Rập là các thành viên tiềm năng của "ĐẠI Đông Á".[31]
Từ năm 1940, chính phủ Uông Tinh Vệ mô tả Chiến tranh Thế giới thứ hai là cuộc đấu tranh của người châu Á chống lại người phương Tây, cụ thể hơn là các cường quốc Anh-Mỹ. Chính phủ Quốc gia được Tổ chức lại có Bộ Tuyên truyền và kiểm soát các phương tiện truyền thông địa phương, được sử dụng để phổ biến các tuyên truyền theo chủ nghĩa châu Á và chống phương Tây. Các nhà ngoại giao Anh và Mỹ ở Thượng Hải và Nam Kinh ghi nhận vào năm 1940 rằng báo chí do Uông Tinh Vệ kiểm soát đã đăng tải các chiến dịch chống phương Tây. Những chiến dịch này được hỗ trợ bởi người Nhật và cũng phản ánh tư tưởng toàn châu Á do các nhà tư tưởng Nhật Bản thúc đẩy, được tăng cường sau khi bắt đầu Chiến tranh Thái Bình Dương.vào tháng 12 năm 1941. Các bài báo đã được xuất bản trên các tờ báo và tạp chí địa phương liệt kê những hành động tàn bạo lịch sử mà các nước phương Tây đã gây ra đối với người bản xứ tại thuộc địa của họ. Trữ Dân Nghị , Bộ trưởng Ngoại giao của Chính phủ Nam Kinh, khẳng định trong một bài báo viết ngay sau trận Trân Châu Cảng rằng xung đột Trung-Nhật và các cuộc chiến khác giữa người châu Á là kết quả của sự thao túng của các cường quốc phương Tây.Lâm Bá Thắng, Bộ trưởng Bộ Tuyên truyền từ năm 1940 đến năm 1944, cũng đưa ra những tuyên bố này trong các bài phát biểu của mình. [32]
Vì Nhật Bản liên kết với Đức, Ý và các nước Trục châu Âu khác, tuyên truyền của Chính phủ Nam Kinh không miêu tả cuộc xung đột như một cuộc chiến chống lại tất cả người da trắng và đặc biệt tập trung vào Mỹ và Anh. Các tờ báo của họ như Republican Daily ca ngợi người dân Đức là một đại chủng tộc vì những tiến bộ về công nghệ và tổ chức, đồng thời ca ngợi Đức Quốc xã đã biến Đức thành một cường quốc trong thập kỷ qua. Các ấn phẩm của Chính phủ Nam Kinh cũng đồng tình với quan điểm chống người Do Thái của Đức Quốc xã, với việc Uông Tinh Vệ và các quan chức khác coi người Do Thái đang thống trị chính phủ Mỹ và là kẻ âm mưu với các cường quốc Anh-Mỹ để kiểm soát thế giới. [33]
Chính phủ cũng thực hiện các biện pháp để cấm truyền bá văn hóa và lối sống Anh-Mỹ giữa người Trung Quốc trên lãnh thổ của mình và quảng bá văn hóa Nho giáo truyền thống. Nói chung, người ta coi văn hóa tinh thần phương Đông là cao hơn văn hóa chủ nghĩa duy vật, chủ nghĩa cá nhân và chủ nghĩa tự do của phương Tây. Các trường học truyền giáo và các hoạt động truyền giáo của Cơ đốc giáo bị cấm, việc học tiếng Anh trong trường học bị giảm đi, và việc sử dụng tiếng Anh trong hệ thống bưu chính và hải quan cũng dần dần bị hạn chế. Thứ trưởng Bộ Giáo dục Thái Anh phủ kêu gọi một chiến dịch chống lại các quốc gia Anh-Mỹ trong lĩnh vực giáo dục. Chu Hoa Nhân Thứ trưởng Bộ Tuyên truyền đổ lỗi cho các sinh viên Trung Quốc học ở phương Tây đã truyền bá các giá trị phương Tây trong dân chúng và miệt thị văn hóa truyền thống Trung Quốc. Uông Tinh Vệ đổ lỗi cho chủ nghĩa cộng sản, chủ nghĩa vô chính phủ và chủ nghĩa quốc tế (mà Wang coi là tư duy Anh-Mỹ) đã khiến các dân tộc khác coi thường nền văn hóa của họ và chấp nhận nền văn hóa Anh-Mỹ. Ông tin rằng cần phải thúc đẩy Nho giáo để chống lại "sự xâm lược văn hóa" của Anh-Mỹ. Đồng thời, Chu Hoa Nhân và những người khác cũng cho rằng cần phải áp dụng những tiến bộ khoa học phương Tây đồng thời kết hợp chúng với văn hóa truyền thống phương Đông để phát triển bản thân, như ông nói Nhật Bản đã làm trong thời Minh Trị Duy tân., coi đó là hình mẫu để người khác noi theo. [34]

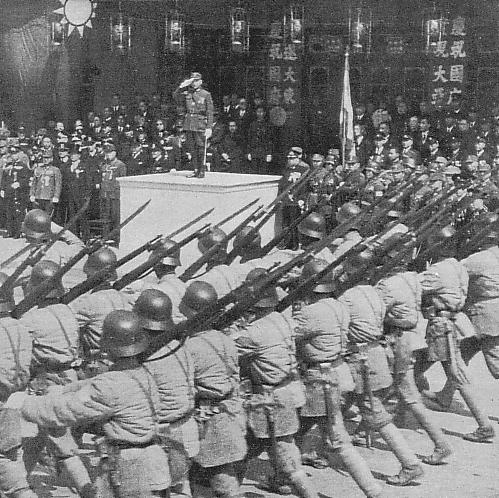
Uông Tinh Vệ tại một buổi lễ kỉ niệm ba năm thành lập chính phủ

### Quốc phòng
Trong thời gian tồn tại, Chính phủ Quốc gia được Tổ chức lại trên danh nghĩa đã lãnh đạo một đội quân lớn ước tính bao gồm 300.000 đến 500.000 người, cùng với một lực lượng hải quân và không quân nhỏ hơn. Mặc dù lực lượng trên bộ sở hữu thiết giáp và pháo hạn chế, nhưng họ chủ yếu là lực lượng bộ binh. Viện trợ quân sự từ Nhật Bản cũng rất hạn chế mặc dù Nhật Bản hứa sẽ hỗ trợ chế độ Nam Kinh trong "Hiệp định các vấn đề quân sự Nhật Bản - Trung Quốc" mà họ đã ký kết. Tất cả các vấn đề quân sự thuộc trách nhiệm của Quân ủy Trung ương, nhưng trên thực tế, cơ quan đó chủ yếu là cơ quan nghi lễ. Trên thực tế, nhiều chỉ huy của quân đội hoạt động ngoài sự chỉ huy trực tiếp của chính quyền trung ương ở Nam Kinh. Phần lớn các sĩ quan của nó hoặc là cựu Quân đội Cách mạng Quốc gia nhân viên hoặc sĩ quan lãnh chúa từ thời kỳ đầu của Đảng Cộng hòa . Vì vậy, độ tin cậy và khả năng chiến đấu của họ là một vấn đề đáng nghi ngờ, và Uông Tinh Vệ ước tính chỉ có thể tin tưởng vào lòng trung thành của khoảng 10% đến 15% lực lượng danh nghĩa của mình. Trong số các đơn vị tốt nhất của chính phủ được tổ chức lại có ba sư đoàn Vệ binh Thủ đô đóng tại Nam Kinh, Quân đoàn Cảnh sát Thuế của Chu Phật Hải và Quân đoàn 1 của Đạo Nhiệm Viễn [35] [36]Phần lớn lực lượng của chính phủ được trang bị hỗn hợp vũ khí Quốc dân chiếm được và một số lượng nhỏ thiết bị của Nhật Bản, sau này chủ yếu được trao cho các đơn vị tốt nhất của Nam Kinh. Việc thiếu công nghiệp quân sự địa phương trong suốt thời gian chiến tranh có nghĩa là chế độ Nam Kinh gặp khó khăn trong việc trang bị vũ khí cho quân đội của mình. Trong khi quân đội chủ yếu là lực lượng bộ binh, vào năm 1941, lực lượng này đã nhận được 18 xe tăng type 94 cho lực lượng thiết giáp bọc thép, và theo báo cáo, họ cũng đã nhận được 20 xe bọc thép và 24 xe máy. Loại pháo chính được sử dụng là súng cối hạng trung , nhưng chúng cũng sở hữu 31 khẩu pháo dã chiến (bao gồm cả súng sơn cước Kiểu 1917 ) —chủ yếu được sử dụng bởi các sư đoàn Vệ binh. Thông thường, quân đội được trang bị mũ quân Đức Stahlhelm , được Quân đội Quốc dân Trung Quốc sử dụng với số lượng lớn. Đối với các loại vũ khí nhỏ, không có súng trường tiêu chuẩn và nhiều loại vũ khí khác nhau đã được sử dụng, điều này khiến việc cung cấp đạn dược cho chúng trở nên khó khăn. Các loại súng trường phổ biến nhất được sử dụng là type 24, Mauser 98k và Hanyang 88 , trong khi các vũ khí đáng chú ý khác bao gồm các phiên bản Trung Quốc của súng máy ZB-26 của Tiệp Khắc . [36] [37]Cùng với sự khác biệt lớn về thiết bị, cũng có sự chênh lệch về kích thước của các đơn vị. Một số "đạo quân" chỉ có vài nghìn quân trong khi một số "sư đoàn" vài nghìn. Ở đó có cấu trúc sư đoàn tiêu chuẩn, nhưng chỉ những sư đoàn Vệ binh tinh nhuệ gần thủ đô mới thực sự có bất cứ thứ gì giống nó. Ngoài các lực lượng quân đội chính quy này, còn có nhiều cảnh sát và dân quân địa phương, lên tới hàng chục nghìn người, nhưng được người Nhật coi là hoàn toàn không đáng tin cậy. [38] Hầu hết các đơn vị nằm xung quanh Bắc Kinh trên thực tế, ở miền Bắc Trung Quốc vẫn nằm dưới quyền của Hội đồng Chính trị Hoa Bắc Trung Quốc chứ không phải của chính quyền trung ương. Trong một nỗ lực nhằm nâng cao chất lượng của các quân đoàn sĩ quan, nhiều học viện quân sự đã được mở ra, bao gồm Học viện Quân sự Trung ương ở Nam Kinh và Học viện Hải quân ở Thượng Hải. Ngoài ra còn có một học viện quân sự ở Bắc Kinh dành cho lực lượng của Hội đồng Chính trị Hoa Bắc, và một chi nhánh của học viện trung tâm ở Quảng Đông . [39]
Một lực lượng hải quân nhỏ được thành lập với các căn cứ hải quân tại Uy hải và Thanh đảo , nhưng nó chủ yếu bao gồm các tàu tuần tra nhỏ được sử dụng để phòng thủ ven biển và sông. Được biết, các tàu tuần dương của Quốc dân đảng bị bắt giữ là Ning Hai và Ping Hai đã được Nhật Bản giao cho chính phủ, trở thành công cụ tuyên truyền quan trọng. Tuy nhiên, Hải quân Đế quốc Nhật Bản đã đưa chúng trở lại vào năm 1943 để sử dụng cho riêng mình. Ngoài ra còn có hai trung đoàn lính thủy đánh bộ, một ở Quảng Đông và một ở Uy Hải. Đến năm 1944, hải quân đặt dưới quyền chỉ huy trực tiếp của Bộ trưởng hải quân Đạo Nhiệm Viễn. [40]Một Lực lượng Không quân của Chính phủ Quốc gia được Tổ chức lại được thành lập vào tháng 5 năm 1941 với việc mở Trường Hàng không và nhận ba chiếc máy bay huấn luyện Tachikawa Ki-9. Trong tương lai, lực lượng không quân nhận thêm các máy bay huấn luyện Ki-9 và Ki-55 cũng như nhiều máy bay vận tải. Kế hoạch thành lập phi đội máy bay chiến đấu Nakajima Ki-27 của Uông Tinh Vệ đã không thành hiện thực do người Nhật không đủ tin tưởng vào các phi công để giao máy bay chiến đấu cho họ. Tinh thần xuống thấp và một số vụ đào tẩu đã diễn ra. Hai chiếc máy bay tấn công duy nhất mà họ sở hữu là máy bay ném bom Tupolev SB đã bay bằng cách đào tẩu các phi hành đoàn của Quốc dân đảng. [41]
Quân đội của Chính phủ Quốc gia được Tổ chức lại chủ yếu có nhiệm vụ đồn trú và nhiệm vụ cảnh sát tại các vùng lãnh thổ bị chiếm đóng. Nó cũng tham gia vào các hoạt động chống đảng phái chống lại quân du kích Cộng sản , chẳng hạn như trong Đại chiến bách đoàn , hoặc đóng vai trò hỗ trợ cho Quân đội Đế quốc Nhật Bản (IJA). [42] Chính phủ Nam Kinh tiến hành một chiến dịch "bình định nông thôn" nhằm tiêu diệt những người cộng sản ở nông thôn, bắt giữ và hành quyết nhiều người bị tình nghi là cộng sản, với sự hỗ trợ của người Nhật. [43]

### Phương pháp tuyển dụng của người Nhật
Trong các cuộc xung đột ở miền Trung Trung Quốc, người Nhật đã sử dụng một số phương pháp để tuyển mộ tình nguyện viên Trung Quốc. Những người có thiện cảm với Nhật Bản, bao gồm thống đốc Nam Kinh thân Nhật, hoặc các chủ đất địa phương lớn như Nê Đao lãnh , được sử dụng để tuyển mộ nông dân địa phương để đổi lấy tiền hoặc lương thực. Người Nhật đã tuyển dụng 5.000 tình nguyện viên ở khu vực An Huy cho Quân đội Chính phủ Quốc gia được tổ chức lại. Các lực lượng Nhật Bản và Chính phủ quốc gia được tổ chức lại đã sử dụng các khẩu hiệu như "Bỏ súng xuống và cầm cày", "Phản đối bọn cướp cộng sản" hoặc "Phản đối chính phủ tham nhũng và ủng hộ chính phủ cải cách" để ngăn cản các cuộc tấn công của du kích và củng cố sự ủng hộ của nó. [44]
Người Nhật đã sử dụng nhiều phương pháp khác nhau để khuất phục dân chúng địa phương. Ban đầu, sự sợ hãi được sử dụng để duy trì trật tự, nhưng cách tiếp cận này đã được thay đổi sau khi các nhà tư tưởng quân sự Nhật Bản thẩm định. Năm 1939, quân đội Nhật Bản đã cố gắng thực hiện một số chính sách dân túy, bao gồm:
- cải cách ruộng đất bằng cách chia tài sản của các địa chủ lớn thành các phần nhỏ, và phân bổ cho nông dân địa phương;
- cung cấp cho người Trung Quốc các dịch vụ y tế, bao gồm chủng ngừa bệnh tả, sốt phát ban, và bệnh thủy đậu, và các phương pháp điều trị các bệnh khác;
- ra lệnh cho binh lính Nhật không được vi phạm phụ nữ hoặc luật pháp;
- thả tờ rơi từ máy bay, tặng thưởng cho thông tin (với các lớp phủ được thiết lập bằng cách sử dụng cờ đầu hàng màu trắng), giao nộp vũ khí hoặc các hành động khác có lợi cho chính nghĩa của Nhật Bản. Tiền và thực phẩm thường được sử dụng để khuyến khích;
- phát kẹo, thức ăn và đồ chơi cho trẻ em

Các nhà lãnh đạo Phật giáo bên trong các lãnh thổ Trung Quốc chiếm đóng ("Shao-Kung") cũng bị buộc phải phát biểu trước công chúng và thuyết phục người dân về phẩm chất của một liên minh Trung Quốc với Nhật Bản, bao gồm chủ trương cắt đứt mọi quan hệ với các cường quốc và tư tưởng phương Tây.
Năm 1938, một bản tuyên ngôn được đưa ra tại Thượng Hải, nhắc nhở dân chúng về thành tích của liên minh Nhật Bản trong việc duy trì "quyền lực đạo đức tối cao" so với bản chất thường xấu xa của sự kiểm soát trước đây của Đảng Cộng hòa, đồng thời cáo buộc Tướng quân Tưởng Giới Thạch phản quốc để duy trì liên minh phương Tây.
Để hỗ trợ những nỗ lực đó, năm 1941 Uông Tinh Vệ đề xuất áp dụng Kế hoạch Tương Dương dọc theo hạ lưu sông Dương Tử . Ủy ban Kế hoạch Tương Dương ( Qingxiang Weiyuan-hui ) được thành lập với ông là Chủ tịch, Chu Phật Hải và Trần Công Bác (lần lượt là phó chủ tịch và thứ hai). Lí Sĩ quần được làm thư ký của ủy ban. Bắt đầu từ tháng 7 năm 1941, Uông khẳng định rằng bất kỳ khu vực nào mà kế hoạch được áp dụng sẽ chuyển đổi thành "các khu vực kiểu mẫu về hòa bình, chống cộng sản và tái thiết đất nước" ( heping fangong jianguo mofanqu ). Nó không phải là một thành công.

## Kinh tế
Các Công ty Vận tải Bắc Trung Quốc và Đường sắt Trung Trung Quốc được thành lập bởi các công ty đường sắt và xe buýt tư nhân Chính phủ lâm thời và Cải cách Chính phủ, vốn đã quốc hữu hóa cũ mà hoạt động trong lãnh thổ của họ, và tiếp tục chức năng cung cấp dịch vụ đường sắt và xe buýt trên địa bàn chế độ của Nam Kinh.

## Cuộc sống dưới chế độ
Người Nhật Bản dưới chế độ được tiếp cận nhiều hơn với những thứ xa xỉ đáng thèm muốn trong thời chiến, và người Nhật thích những thứ như diêm, gạo, trà, cà phê, xì gà, thực phẩm và đồ uống có cồn, tất cả đều khan hiếm ở Nhật Bản, nhưng hàng tiêu dùng trở nên khan hiếm hơn sau đó Nhật Bản bước vào Thế chiến thứ hai. Tại các vùng lãnh thổ Trung Quốc do Nhật Bản chiếm đóng, giá các mặt hàng thiết yếu đã tăng lên đáng kể khi nỗ lực chiến tranh của Nhật Bản mở rộng. Ở Thượng Hải năm 1941, con số này đã tăng lên gấp mười một lần.
Cuộc sống hàng ngày thường khó khăn ở Cộng hòa Trung Hoa Dân Quốc do Chính phủ Quốc dân Đảng kiểm soát, và ngày càng phát triển do chiến tranh chống lại Nhật Bản (khoảng năm 1943). Cư dân địa phương tìm đến chợ đen để có được những vật phẩm cần thiết hoặc gây ảnh hưởng đến cơ sở cầm quyền. Các Hiến binh Nhật (Kempeitai), tokubetsu Koto Keisatsu (Cảnh sát tối cao đặc biệt), Cộng tác viên cảnh sát Trung Quốc, và công dân Trung Quốc trong việc phục vụ người Nhật tất cả các hoạt động thông tin kiểm duyệt, giám sát bất kỳ sự phản đối, và kẻ thù tra tấn và bất đồng chính kiến. Một cơ quan bí mật "bản địa", Tewu , được thành lập với sự hỗ trợ của các "cố vấn" Quân đội Nhật Bản. Người Nhật cũng thành lập các trung tâm giam giữ tù binh, trại tập trung,các trung tâm đào tạo kamikaze để đào tạo phi công.
Vì chính phủ của Uông chỉ nắm quyền đối với các vùng lãnh thổ dưới sự chiếm đóng của quân đội Nhật Bản, nên có một số lượng hạn chế mà các quan chức trung thành với Uông có thể làm để giảm bớt sự đau khổ của người Trung Quốc dưới sự chiếm đóng của Nhật Bản. Chính Uông đã trở thành một đầu mối của cuộc kháng chiến chống Nhật. Ông ta bị coi là ma quỷ và bị gán cho là "kẻ phản bội" trong cả Quốc dân đảng và Cộng sản. Uông và chính phủ của ông không được lòng dân chúng Trung Quốc, những người coi họ là những kẻ phản bội cả nhà nước Trung Quốc và bản sắc của người Hán . [45] Sự cai trị của Uông liên tục bị phá hoại bởi sự phản kháng và phá hoại.
Chiến lược của hệ thống giáo dục địa phương là tạo ra một lực lượng lao động phù hợp để làm việc trong các nhà máy và hầm mỏ và lao động chân tay. Người Nhật cũng cố gắng giới thiệu văn hóa và cách ăn mặc của họ với người Trung Quốc. Khiếu nại và kích động kêu gọi phát triển giáo dục Trung Quốc có ý nghĩa hơn. Các đền thờ Thần đạo và các trung tâm văn hóa tương tự được xây dựng nhằm mục đích thấm nhuần các giá trị và văn hóa Nhật Bản. Những hoạt động này bị dừng lại vào cuối chiến tranh.

## Số liệu đáng chú ý
Chính quyền địa phương:
- Uông Tinh Vệ: Chủ tịch kiêm Nguyên thủ quốc gia
- Trần Công Bác : Chủ tịch và Nguyên thủ quốc gia sau cái chết của Wang. Ngoài ra, Chủ tịch Hành chánh viện (1940-1944) và Thị trưởng của khu vực bị chiếm đóng Thượng Hải .
- Chu Phật Hải : Phó Chủ tịch kiêm Bộ trưởng Tài chính trong Hành pháp Nhân dân tệ
- Văn Tôn Diệu : Trưởng phòng Tư pháp Viện
- Vương Khắc mẫn : Bộ trưởng Nội vụ, trước đây là người đứng đầu Chính phủ Lâm thời Trung Hoa Dân Quốc
- Lương Hồng Chí : Trưởng ban Lập pháp (1944–1945), trước đây là người đứng đầu Chính phủ Cải cách
- Doãn cúc khanh : Ủy viên Ban Pháp chế, trước đây là người đứng đầu Chính phủ tự trị Đông Hà Bắc
- Vương Dĩ Đường : Bộ trưởng Bộ Khảo hạch, Chủ tịch Hội đồng Chính trị Hoa Bắc (1940–1943)
- Khương khang Hổ: Trưởng phòng Giáo dục viện
- Giá Cơ Phong : Giám đốc Văn phòng Kiểm toán của Bộ Kiểm soát viện
- Nhiệm Viễn Đạo : Bộ trưởng Bộ Hải quân (1940–1945) & Chủ tịch Hội đồng Quân sự Quốc gia (1940–1942)
- Tiêu Thọ Hiên : Bộ trưởng Bộ Quân sự (1945) & Chủ tịch Hội đồng Quân sự Quốc gia (1942–1945)
- Dương Khuê Nghĩa : Tổng tham mưu trưởng (1940–1942) & Chủ tịch Hội đồng Quân sự Quốc gia (1945)
- Bao Văn khuê : Bộ trưởng Bộ Quân sự (1940–1943) & Tổng tham mưu trưởng (1943–1945)
- Hiệp bằng : Bộ trưởng Bộ Quân sự (1943–1945) & Tổng tham mưu trưởng (1942)
- Chí Hướng Trang :Tư lệnh của tập đoàn quân thứ 5, chỉ huy của Phương diện quân 12, Thống đốc và Tư lệnh an ninh ở Chiết Giang, Thống đốc Giang Tô
- Dung Chấn : Chánh văn phòng Ủy ban trừ gian diệt cộng, Tỉnh trưởng tỉnh Hà Bắc (1945)
- Khấu Anh Kiệt : Ủy viên văn phòng Bộ Tổng tham mưu
- Lưu Ngọc Phân : Tổng tham mưu trưởng (1942–1943)
- Hu Yukun : Tổng tham mưu trưởng (1945)
- Hao Pengju : Tham mưu trưởng Tập đoàn quân 1, Tỉnh trưởng Hoài Hải, Tổng tư lệnh Tập đoàn quân Đường 6
- Wu Huawen : Tổng tư lệnh Phương diện quân 3
- Qi Xieyuan : Tổng tư lệnh quân đội Hoa Bắc, Giám sát của Tổng hành chính Tư pháp
- Sun Dianying : Chỉ huy quân đội Trung Quốc tập đoàn 6 quân khu
- Ding Mocun : Trưởng ban cộng tác Cảnh sát mật, Bộ trưởng Bộ Xã hội, Bộ trưởng Bộ Giao thông vận tải, Tỉnh trưởng tỉnh Chiết Giang
- Li Shiqun : Trưởng phòng số 76 , cơ quan mật vụ của chế độ đóng tại số 76 đường Jessefield ở Thượng Hải
- Zhu Xingyuan : Giám đốc Cơ quan Chính trị
- Tang Erho : Chủ tịch Ủy ban Các vấn đề Chính trị Hoa Bắc
- Gu Zhongchen : Phó trưởng Khoa khảo thí (1940–1944), Trưởng khoa kiểm tra Viện (1944–1945)
- Thung Liang Lee : giám đốc Cục Công khai Quốc tế (1940–1945)
- Xia suchu : Phó giám đốc điều hành Vụ đánh giá của kỳ thi viện, Chánh thư ký của kỳ thi Viện
- Chen Qun : Bộ trưởng Nội vụ (1940–1943)
- Luo Junqiang : Bộ trưởng Bộ Tư pháp (1942–1943), Thống đốc An Huy (1943–1944)
- Zhao Yusong : Bộ trưởng Bộ Nông nghiệp (1940–1941), Bộ trưởng Bộ Tư pháp (1941–1942), Bộ trưởng Bộ Dân sự (1942–1943)
- Mei Siping : Bộ trưởng Nội vụ (1943–1945)
- Su Tiren : Thống đốc Sơn Tây (1938–1943), Thị trưởng thành phố đặc biệt Bắc Kinh (1943)
- Zhao Zhengping : Bộ trưởng Bộ Giáo dục (1940–1941)
- Wang Shijing : Ủy viên điều hành kiêm Thống đốc Tổng cục Tài chính, Thống đốc Tổng cục Kinh tế
- Zhou Huaren : Thứ trưởng điều hành Bộ Đường sắt, Thị trưởng thành phố đặc biệt Quảng Châu
- Lin Bosheng : Bộ trưởng Tuyên truyền (1940–1944)
- Zhao Zhuyue : Bộ trưởng Tuyên truyền (1944–1945)

Gao Guanwu : Thị trưởng thành phố đặc biệt Nam Kinh (1938–1940), Thống đốc Giang Tô (1940–1943), Thống đốc An Huy (1943), Thống đốc Giang Tây (1943–1945)
- Chen Zenmin : Tỉnh trưởng tỉnh Giang Tô
- Yu Jinhe : Thị trưởng thành phố đặc biệt Bắc Kinh (1938–1943)
- Lin Biao (sinh năm 1889) : Chánh án Tòa án Tối cao Hành chính
- Kaya Okinori : nhà dân tộc chủ nghĩa, thương gia và cố vấn thương mại Nhật Bản
- Chu Minyi : Bộ trưởng Ngoại giao (1940; 1941–1945), đại sứ tại Nhật Bản (1940–1941)
- Cai Pei : Thị trưởng thành phố đặc biệt Nam Kinh (1940–1942), đại sứ tại Nhật Bản (1943–1945)
- Xu Liang : Bộ trưởng Ngoại giao (1940–1941), đại sứ tại Nhật Bản (1941–1943)
- Li Shengwu : Bộ trưởng Ngoại giao (1945), đại sứ tại Đức
- Zhang Renli : Thị trưởng thành phố đặc biệt Thiên Tân (1943)
- Yan Jiachi : Thứ trưởng Bộ Tài chính, Giám đốc Kiểm soát của Nhân dân tệ
- Xu Xiuzhi : Thị trưởng thành phố đặc biệt Bắc Kinh (1945)
- Lian Yu : đại sứ tại Mãn châu (1940–1943), đại sứ tại Nhật Bản (1945)
- Zhu Lühe : Phó tổng tư pháp, Chủ tịch Ủy ban hành động kỷ luật đối với công chức trung ương
- Wen Shizhen : Thị trưởng Thành phố Đặc biệt Thiên Tân (1939–1943)
- Wang Xugao : Thống đốc Jinhaidao, Thị trưởng thành phố đặc biệt Thiên Tân
- Wang Yintai : Thống đốc Tổng cục Kinh doanh, Thống đốc Tổng cục Nông nghiệp, Chủ tịch Hội đồng Chính trị Hoa Bắc
- Chen Jicheng : đại sứ tại Mãn châu (1943–1945)
- Wang Xiang (chính trị gia Trung Hoa Dân Quốc) : Giám đốc Cơ quan Giáo dục Sơn Tây , Tỉnh trưởng kiêm Chỉ huy An ninh Sơn Tây
- He Peirong : Thống đốc tỉnh Hồ Bắc (1938–1942), Chỉ huy An ninh ở Hồ Bắc
- Ni Daolang : Tỉnh trưởng tỉnh An Huy
- Wang Ruikai : Thống đốc tỉnh Chiết Giang (1938–1941)
- Zhu Qinglai : Bộ trưởng Bộ Giao thông Vận tải, Chủ tịch Ủy ban Thủy lợi, Phó Chánh văn phòng Chính phủ
- Wu Zanzhou : Tỉnh trưởng tỉnh Hà Bắc (1939–1943), Hiệu trưởng Trường Trung học Cảnh sát
- Shao Wenkai : Thống đốc Hà Nam tỉnh
- Wang Mo : Chánh văn phòng Tổng cục Giáo dục
- Chao Kung : (Ignaz Trebitsch-Lincoln), nhà lãnh đạo Phật giáo có mục đích
- Zhou Longxiang : Nhà ngoại giao, Chánh thư ký Hành chính, Cục trưởng Cục Công chức.
- Zhou Xuechang : Thị trưởng Thành phố Đặc biệt Nam Kinh (1941–1945)
- Zhu Shen : Ủy viên điều hành kiêm Giám đốc Cơ quan phụ trách các vấn đề chính trị, Chủ tịch Hội đồng Chính trị Hoa Bắc
- Yu Baoxuan : Quan sát viên của Ủy ban kiểm tra sĩ quan xếp hạng cao
- Li Fang (nhà ngoại giao) : Bộ trưởng ngoại giao Romania và Hungary, Đại sứ tại Đức
- Yin Tong : Thống đốc Tổng cục Xây dựng
- Hao Peng (ROC) : Trưởng đặc khu Tô hoài, Tư lệnh lực lượng an ninh đặc khu Tô Hoài
- Wu Songgao : Bí thư Ủy ban Chính trị Trung ương, Thứ trưởng Quản lý Tư pháp, Chủ nhiệm Ủy ban Hệ thống hộ tịch
- Nhạc Khai Hiền : Chánh văn phòng Tổng cục Kinh doanh
- Đặng tổ ngọc : Tỉnh trưởng tỉnh Giang Tây (1943)

Đại diện nước ngoài và nhân viên ngoại giao:
- Nobuyuki Abe : Đại sứ Nhật Bản tại Chính phủ Quốc gia được Tổ chức lại (1940)
- Kumataro Honda : Đại sứ Nhật Bản (1940–1941)
- Mamoru Shigemitsu : Đại sứ Nhật Bản (1941–1943)
- Masayuki Tani : Đại sứ Nhật Bản (1943–1945)
- Teiichi Suzuki : Cố vấn quân sự và chính trị Nhật Bản
- Sadaaki Kagesa : Cố vấn quân sự Nhật Bản
- Zang Shiyi : Đại sứ Mãn châu
- Li Shaogeng : Đặc phái viên Mãn châu
- Heinrich Georg Stahmer : Đại sứ Đức (1941–1943)
- Erich Kordt : Đại sứ Đức (1943)
- Ernst Woermann : Đại sứ Đức (1943–1945)
- Francesco Maria Taliani de Marchio : Đại sứ Ý (1941–1943)
- Álvaro de Maldonado y de Liñán : Đặc sứ Tây Ban Nha (1941–1943)
- José González de Gregorio : Chargé d'affaires người Tây Ban Nha (1944–1945)
- Hialmar Collin : Đặc sứ Đan Mạch (1941–1945)

## Kế thừa
Qua đời trước khi chiến tranh kết thúc, Uông Tinh Vệ đã không thể cùng các đồng chí lãnh đạo Chính phủ Quốc dân Đảng được tổ chức lại bị xét xử vì tội phản quốc trong những tháng sau khi Nhật Bản đầu hàng. Thay vào đó, ông, cùng với người kế nhiệm tổng thống Trần Công Bác (người đã bị xét xử và kết án tử hình bởi những người Quốc gia chiến thắng) và phó chủ tịch Chu Phật hải (người bị kết án tử hình thành tù chung thân), được trao cho danh hiệu Hanjian nghĩa là kẻ phản bội. người Hán. Trong những thập kỷ tiếp theo, Uông Tinh Vệ và toàn bộ danh tiếng của chính phủ cộng tác viên đã trải qua nhiều cuộc tranh luận học thuật đáng kể. Nhìn chung, các đánh giá do các học giả làm việc dưới thời Cộng hòa Nhân dân Trung Hoa đưa ra đã đưa ra những cách lý giải quan trọng nhất về chế độ thất bại,[46

### Trích dẫn
1. Japanese Newsreel with the national anthem on YouTube
2. ^ Bate (1941), p. 80–84.
3. ^ Bate (1941), pp. 130–135.
4. ^ Bate (1941), p. 136.
5. ^ Bate (1941), p. 144.
6. ^ Bunker (1972), pp. 149–160.
7. ^ Boyle (1972), pp. 277–280.
8. ^ MacKinnon & Lary (2007), p. 162.
9. ^ Jump up to:a b Bunker (1972), pp. 252–263.
10. ^ Jump up to:a b Martin (2003), pp. 365–410.
11. ^ Jump up to:a b Bunker (1972), pp. 264–280.
12. ^ Martin (2003), p. 385.
13. ^ Martin (2003), pp. 392–394.
14. ^ Boyle (1972), p. 301.
15. ^ Jump up to:a b So (2011), p. 75.
16. ^ So (2011), p. 77.
17. ^ Signing of Japan-Manchukuo-China Joint Declaration.
18. ^ Chinese puppet government travel document Archived 2017-12-22 at the Wayback Machine. Published 23 September 2016. Retrieved 19 December 2017.
19. ^ Dorn (1974), p. 243.
20. ^ Cotterell (2009), p. 217.
21. ^ Brodsgaard (2003), p. 111.
22. ^ Pollard (2014), p. 329.
23. ^ The "Magic" Background to Pearl Harbor, Volume 4. Japanese diplomatic cables published by US Department of Defense, p. A-460.
24. ^ Young (2013), pp. 250–251.
25. ^ The "Magic" Background to Pearl Harbor, Volume 4. Japanese diplomatic cables published by US Department of Defense, pp. A-456–A-465.
26. ^ Wang (2016), pp. 31–32.
27. ^ So (2011), p. 78–80.
28. ^ So (2011), pp. 81–83.
29. ^ So (2011), pp. 86–88.
30. ^ So (2011), pp. 89–92.
31. ^ Barret (2002), pp. 109–111
32. ^ Jump up to:a b Jowett (2004), pp. 65–67
33. ^ Jowett (2004), pp. 75–77
34. ^ Jowett (2004), pp. 71–72
35. ^ Jowett (2004), pp. 77–78
36. ^ Jowett (2004), pp. 103–104
37. ^ Jowett (2004), pp. 94–96
38. ^ Jowett (2004), pp. 80–82
39. ^ Zanasi (2008), p. 747.
40. ^ Smedley (1943), p. 223.
41. ^ Frederic Wakeman, Jr. "Hanjian (Traitor) Collaboration and Retribution in Wartime Shanghai." In Wen-hsin Yeh, ed. Becoming Chinese: Passages to Modernity and Beyond. (Berkeley: University of California Press, 2000), 322.